# Ànnino
Ànnino (en rus: Аннино) és un poble de l'óblast de Lípetsk, a Rússia, que el 2013 tenia 1.364 habitants. Pertany al districte rural de Griazi.